# Passerelle de l'École-de-Médecine
La passerelle de l'École-de-Médecine, également appelée passerelle des Vernets, était un pont provisoire piéton sur l'Arve, situé dans le canton de Genève et reliant les quartiers des Vernets et de Plainpalais de la ville de Genève, en Suisse. Démonté au cours de l'été 2012, il laisse la place au pont Hans-Wilsdorf, construit quelques mètres en amont.

## Localisation
La passerelle de l'École-de-Médecine était, au moment de sa démolition, le huitième pont le plus en aval de l'Arve après son entrée en Suisse. 
Curieusement, elle était décalée de quelques mètres en aval par rapport aux deux routes — la rue de l'École-de-Médecine sur la rive droite et la rue Hans-Wilsdorf sur la rive gauche — qu'elle reliait. En effet, on prévoyait dès le départ la construction d'un pont définitif à cet endroit et la passerelle fut construite de manière à laisser la place libre pour cet ouvrage. Malgré son caractère provisoire, la passerelle a finalement servi pendant soixante ans, jusqu'à la construction du pont Hans-Wilsdorf.

## Histoire
La passerelle de l'École-de-Médecine est construite en 1952 par des militaires de l'armée suisse lors d’un exercice. Tout d'abord en bois, elle est transformée en 1958 tout en gardant son statut provisoire.
Au cours des années suivantes, elle est fréquemment fermée lors de fortes crues de l'Arve afin d'éviter tout accident rendu possible par les gros troncs d'arbres charriés par les flots et qui viendraient percuter les piliers de soutènement. 
Le 24 août 2007, la circulation des voitures a été interdite sur la passerelle, dont l'état ne cessait de se dégrader. C'est principalement les trottoirs, construits en porte-à-faux qui menacent de s'écrouler. La structure de la passerelle ainsi que les briques composant le tablier se détériorent également rapidement. La réparation ou la reconstruction de la passerelle est retardée pour des raisons légales, la ville et le canton de Genève n'arrivant pas à se mettre d'accord pour savoir qui en est le propriétaire. Pendant ces discussions, la Fondation Wilsdorf propose de remplacer à ses frais la passerelle par un pont à haubans, projet qui provoque d'abord certains remous avant d'être finalement « étudié avec bienveillance » par la ville.
En attendant une décision formelle concernant l'avenir de cette liaison, la passerelle subit dès mars 2008 des travaux de renforcement pour permettre une réouverture partielle en juin 2008, dans le cadre de l'Euro 2008, pour les piétons et cyclistes. Mais, contrairement à ce qui se faisait auparavant, les voitures, à l'exception des véhicules d'urgences, ne peuvent plus y circuler que dans un seul sens (en direction de Plainpalais). Ces travaux ne permettent cependant pas de renforcer suffisamment l'ouvrage et celui-ci devra à nouveau être fermé lors de crues de l'Arve.
Le 10 juillet 2009, la Fondation Wilsdorf reçoit les autorisations de construire son nouvel ouvrage. Cette décision fait suite à des discussions avec la ville et l'État de Genève sur le dimensionnement du nouveau pont qui porte le nom de « pont Hans-Wilsdorf » en prolongement de la rue du même nom. Les travaux s'étalent de décembre 2009 à juillet 2012 ; la passerelle est finalement fermée définitivement à la circulation le 5 juillet 2012 et démontée dès le 16 juillet.